# Circuitul Internațional Algarve
Autódromo Internacional do Algarve este un circuit de curse auto de 4,692 km situat în Portimão, Portugalia.